# Ataque de Kodyel
Ataque de Kodyel ocorreu em 3 de Maio de 2021 quando militantes islamistas atacaram Kodyel, uma aldeia em Foutouri, Burkina Faso.  O ataque terrorista deixou pelo menos 30 pessoas mortas e outras 20 feridas. 

## Antecedentes
Uma insurgência islamista espalhou-se por todo o Sahel durante o início do século XXI. Burkina Faso sofreu muitos distúrbios durante a década de 2010 e, como consequência, diversos ataques insurgentes passariam a ocorrer no país durante a última parte daquela década. A maioria dos ataques ocorre perto das fronteiras do país com o Mali e com o Níger. No entanto, grandes ataques ocorreram em Ouagadougou em 2016, em 2017 e em 2018. A insurgência continuou na década de 2020, incluindo dois ataques fatais em 26 de abril de 2021.  Na Região Este, dois jornalistas espanhóis e um conservacionista irlandês foram mortos e um soldado burquinense desapareceu quando sua patrulha anti-caça furtiva sofreu uma emboscada. Na Região Sahel, 18 pessoas foram mortas na aldeia de Yattakou. 

## Ataque
Mais de 100 militantes fortemente armados em motocicletas e caminhonetes invadiram o vilarejo de Koydel em Foutori, um departamento burquinense localizado na província de Komondjari perto da fronteira com o Níger, com uma população majoritariamente do grupo étnico gurma. Os agressores inicialmente incendiaram casas e outros edifícios. Posteriormente, os atacantes dispararam contra os moradores que saíam dos imóveis incendiados, matando várias pessoas no local.  Os sobreviventes então escaparam e os perpetradores abriram fogo novamente, matando e ferindo muito mais pessoas. Pelo menos 30 civis foram mortos e outros 20 feridos. Crianças estavam entre as vítimas. A aldeia ficou vazia imediatamente após o ataque, pois os residentes que sobreviveram fugiram para as cidades vizinhas. Esse ataque terrorista foi até aquela data um dos mais mortíferos da história moderna de Burkina Faso. O ataque é suspeito de ser uma represália, já que a aldeia recentemente forneceu combatentes para um programa de voluntários que está lutando contra os islamistas. 